# スシャント・シン・ラージプートの死
本項では、スシャント・シン・ラージプートの死について解説する。2020年6月14日、インドのボリウッド俳優スシャント・シン・ラージプートはムンバイ・バンドラの自宅で首を吊った状態で発見され、死亡が確認された。検死の結果、死因は首を吊ったことによる窒息死と結論付けられた。スシャントの死後、彼の死を巡る複数の憶測が流れたことで警察が捜査を始める事態に発展した。

## 自殺の経緯

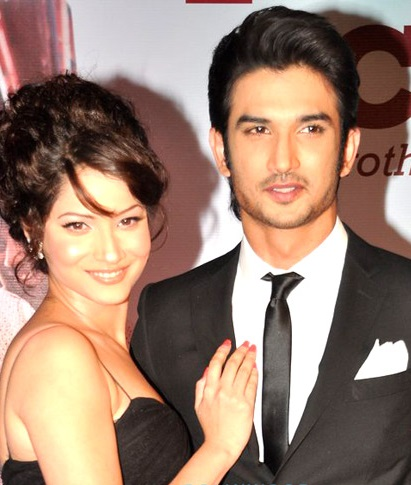
スシャント・シン・ラージプートとアンキター・ローカンデー。2人は2010年から2016年にかけて交際関係にあった。

スシャントは死の1週間前に「ディシャ・サリアン（1週間前に急死したスシャントのマネージャー）」「自分を取り上げたニュース記事」「精神疾患に関する情報」の情報を頻繁にGoogleで検索していた。
6月13日、自宅で夕食を食べ終えたスシャントは寝室に戻った。同月14日午前2時ごろ、スシャントは恋人リア・チャクラボルティーと俳優仲間マヘーシュ・シェッティに電話をかけたが、2人とも電話には出なかった。彼は早朝に起床し、「統合失調症」「双極性障害」「痛みを感じない死に方」の情報をGoogleで検索した。彼は友人2人と同居しており、午前9時ごろに姉妹の1人と電話で会話し、1時間後にジュースと錠剤と飲んだ。午前11時30分ごろにコックと友人1人がスシャントの部屋のドアをノックして食事のメニューを確認したが、返答はなかった。その後、2人は鍵業者を呼んでドアを開けて天井ファンで首を吊った状態のスシャントを発見し、スシャントの姉妹と警察に連絡した。警察の現場検証によると、遺書の類は発見されなかった。インディアン・エクスプレスは警察の話として、スシャントは深刻な鬱病に悩まされ、精神科医に相談していたと報じた。タイムズ・ナウは、スシャントの自宅から医学書と抗うつ薬が発見されたと報じている。
6月15日、スシャントの遺体はバイル・パールにあるパワン・ハンス火葬場で火葬された。葬儀にはボリウッドやテレビ業界で親交のあったクリティ・サノン、シュラッダー・カプール、ヴァルン・シャルマ、ヴィヴェーク・オベロイ、アビシェーク・カプール、プラギヤ・ヤーダヴ、ラージクマール・ラーオ、ムケーシュ・チャブラ、クリストル・デソウザ、ディネーシュ・ヴィジャン、ランヴィール・ショウリー、ジャッキー・バグナーニー、ウディット・ナーラーヤンが参列した他、政治家のサンジャイ・ニルパムも参列している。リア・チャクラボルティーも参列する予定だったが、業界の友人から「彼の家族が参列を望んでいない」とアドバイスされ、参列を見送ったという。

## 警察の捜査

### ムンバイ市警察の捜査
ムンバイ市警察は捜査を開始し、スシャントの死は自殺として扱われた。3人の医師が検死を行い、バンドラ警察署が報告書を提出した。これを受け、6月22日にムンバイ市警察副委員長はスシャントの現時点での死因を「首を吊ったことによる窒息死」と発表した。同月25日に最終報告書が提出され、死因は窒息死であり「自殺の明らかなケース」と報告された。また、医師たちは死亡時刻を検死が行われた6月14日午後11時30分の10-12時間前（午前11時30分から午後1時30分の間）と報告した。最終報告書では「事件性はない」との結論が出されている。同月27日にムンバイ市警察が最終報告書を受け取り、スシャントの死に事件性はなく自殺であるという公式見解が発表された。
スシャントが死の直前にマネージャーのディシャ・サリアンの死について検索していたことについて、ムンバイ市警察は「マネージャーの死に彼が関係しているという憶測が流れており、それが報道されることを危惧していた」と語っている。彼女はスシャントが死ぬ5日前にマンションの14階から転落死しており、両者の死亡事故には関連性がないと報告されている。8月3日にはムンバイ市警察委員長のパラム・ビル・シンが、2人の死は関連性のない偶然の死亡事故であると発表した。また、精神科医3人と心理療法士1人の証言により、スシャントが彼らに相談して投薬治療を受けていたことが明らかになった。この他、スシャントは当初バスローブの帯で首を吊ろうとしたが、帯が体重に耐えられず自殺に一度失敗していることが判明した。その後、彼は緑色のクルタを使用したが、首を吊った際に暴れた形跡は発見されなかった。

### 捜査請求
7月16日、ヒンドゥスタン・タイムズはスシャントの死に関連して「陰謀論を信じる人々がオンライン上で中央捜査局の捜査開始を求めている」と報じた。女優のリア・チャクラボルティーはソーシャルメディア上でスシャントと交際していたことを告白し、インド内務大臣アミット・シャーに最高捜査機関である中央捜査局による真相解明を求め、スシャントの母方の叔父は甥が殺害されたと主張して捜査を要求している。また、元閣僚のスブラマニアン・スワーミもインド首相ナレンドラ・モディ宛に捜査を求める書簡を送り、7月25日に首相府に承認された。
ボリウッド俳優のシェーカル・スマンは「#justiceforSushantforum」のハッシュタグを使い、中央捜査局の捜査を求める運動を始めた。しかし、スシャントの家族がこの運動に消極的だったため、彼は運動から離脱している。
一方、7月17日にマハーラーシュトラ州内務大臣アニル・デーシュムクは「ムンバイ市警察は十分な捜査能力を有している」とコメントして中央捜査局による捜査の必要性を否定したものの、同月22日にはTwitterで「#Candle4SSR」のハッシュタグを使ったツイートが200万件を超え、中央捜査局の捜査を求める騒ぎが起きた。同月29日にデーシュムクは再度中央捜査局に捜査を要請しない考えを示した。
7月25日、スシャントの父K・K・シンはリア・チャクラボルティーと彼女の親族6人が息子の自殺に関与したとして、住居地のビハール州パトナ警察に犯罪被害報告書（FIR)を提出した。彼はリア・チャクラボルティーが息子を金銭的・精神的に追い込んでいたと主張している。リアはインド最高裁判所に請願書を提出し、スシャントの死に一切関与していないこと、K・K・シンの訴えは完全な虚偽であることを主張した。彼女は同時にビハール州では十分な捜査が不可能なため、FIRをムンバイに移送するように要請した。また、K・K・シンの訴えを受けた実施局は、スシャントの資産1億5000万ルピーの「不正な取引（マネーロンダリング）」に関する調査を開始した。複数のメディアによると、スシャントは自殺する前日に自宅でパーティーを開いていたとされるが、これはムンバイ市警察とビハール州警察の捜査に協力したスシャントの自宅のヘルパーの証言によって否定された。

### 中央捜査局の捜査
8月3日、パラム・ビル・シンはスシャントの口座に不審な送金の形跡は見られず、彼の資産がリアの口座に送金された事実はないと発表した。翌4日にムンバイ市警察はグラントソントン・インターナショナルを金融捜査監査人に任命した。同月5日、インド法務次長のトゥシャール・メータは、ビハール州政府による捜査請求をインド最高裁判所が承認したことを発表した。これにより中央捜査局がスシャントの死に関する捜査を開始することになり、同月6日に中央捜査局がパトナ警察からFIRを受け取り、正式に捜査を引き継いだ。これに対し、同月8日にマハーラーシュトラ州政府はインド最高裁判所の決定に対して不快感を表明した。
8月19日、インド最高裁判所は中央捜査局が捜査を統轄することを認め、同局がスシャント関連の捜査を行うように命令を出した。同月21日、中央捜査局から捜査協力を依頼された全インド医科大学ニューデリー校の法医学部長スディール・グプタはプレス・トラストの取材に対し、「我々は殺人の可能性について調査するでしょう。考え得る全ての可能性について徹底的な調査が行われます」と語っている。
8月26日、麻薬取締局はリアと彼女の兄ショーウィクと他3人に関する捜査を開始した。金融捜査の後、スシャントとリアの間に薬物の存在があったことが判明したため、中央捜査局は麻薬取締局に対して捜査に合流するように要請し、向精神薬及び大麻取締部門が合流した。リアの弁護士は中央捜査局の捜査に対し、「リアはこれまでの人生で薬物を使用したことは一度もありません。彼女はいつでも血液検査を受ける準備ができています」と声明を発表した。同月27日にインド人民党書記長のムラリダル・ラーオはスシャントの死に関連する捜査範囲が拡大していることから、国家調査局が捜査を担当する可能性について言及した。9月4日に麻薬取締局はショーウィクとスシャントのハウスマネージャーを逮捕・起訴した。同月8日にはリアも薬物を購入した容疑で逮捕された。
10月3日にスディール・グプタは「スシャントの死は自殺の事例であり、殺人の可能性は完全に除外された」と発表した。彼は理由について「遺体には首吊りの際に生じた傷しかなく、遺体や衣服には争った形跡は発見されなかった」と語っている。同月5日にはアジアン・ニュース・インターナショナルが全インド医科大学ニューデリー校の医療チームが「ラージプートの死因が自殺であり、殺人の可能性は除外された」とする報告書を提出したことを報じた。同月6日にムンバイ地方裁判所はリアの勾留期限を同月20日まで延長したが、翌7日にボンベイ高等裁判所は彼女に犯罪歴がなく保釈中に犯罪を犯す可能性が低いことや、スシャントへの薬物供与を主張する麻薬取締局の意見を否定して保釈を認めた。彼女の保釈に対し、高裁判事のサラング・コトワルは「彼女が入手したとされる薬物を金銭的またはその他の利益を目的として供与したことはない」とコメントしている。一方、中央捜査局は同月15日に「ラージプートの死についての捜査は継続しています。中央捜査局が事件に関する結論を出したという憶測がメディアで流れているが、こうした報道は憶測であり誤報だということを繰り返しておきます」と声明を発表している。
2021年3月5日には、麻薬取締局がチャクラボルティー兄妹を含む33人の告発状をムンバイ特別裁判所に提出した。

## 世間の反応

### 弔意
スシャントの死はインド社会に予期せぬ衝撃を与え、メンタルヘルスに関する議論が活発化した。また、彼の死に対して複数の政治指導者や俳優から弔意が表明された。インド首相ナレンドラ・モディはTwitterで「輝ける若い俳優があまりにも早く去ってしまった」とコメントし、元クリケット選手のサチン・テンドルカールやクリケットインド代表のヴィラット・コーリもTwitterで弔意を表明した。
スシャントの姉妹の一人のシュウェタ・シン・キールティは「SSRのための追悼」キャンペーンを提案し、8月15日午前10時にスシャントのために祈って欲しいと呼びかけた。この呼びかけにはスシャントの家族やファンの他にクリティ・サノンやアンキター・ローカンデー、エクター・カプールが参加した。

### 関連する騒動
6月15日にマハーラーシュトラ州サイバー警察は、インターネット上に流れているスシャントの写真の一部が「不穏で悪趣味である」として、ソーシャルメディアにこうした写真を投稿した場合は法的措置を取ると警告した。7月31日時点でスシャントのファン3人（このうち2人は30歳のテレビ俳優と13歳の少女）が、彼の自殺方法を模倣して後追い自殺したと報じられている。また、「リア・チャクラボルティーがスシャントの死に関与している」という憶測が流れたことで、彼女を糾弾するボージュプリー語の歌が故郷ビハール州で流行した。

### 縁故主義への批判

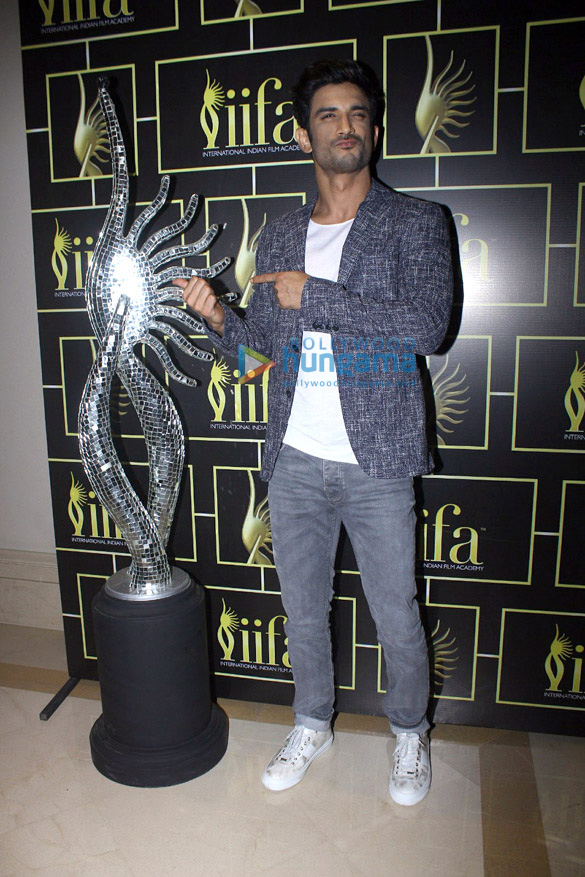
スシャント・シン・ラージプート

スシャントの死はボリウッドにおける縁故主義に対する批判を巻き起こした。インド国民会議のサンジャイ・ニルパムは、スシャントが『きっと、またあえる』の成功後に7本の映画の出演契約を結んだが、6か月以内に全て白紙撤回されていたと指摘している。この噂に関連して弁護士のスディール・クマール・オージャはカラン・ジョーハル、サンジャイ・リーラー・バンサーリー、サルマーン・カーン、エクター・カプールなど8人が「縁故主義によりスシャントの映画出演の機会を奪い、自殺に追い込んだ」としてパトナ高等裁判所に告発状を提出したが、7月8日に告発は却下されている。その後、カラン・ジョーハルとアーリヤー・バットは「テレビ番組でスシャントを侮辱していた」としてインターネット上で批判を浴びた。
その後、カンガナー・ラーナーウトと彼女の映画製作チームはボリウッドの縁故主義を批判するキャンペーンを始めた。彼女はリパブリックTVのアルナブ・ゴースワミとのインタビューの中で、スシャントの死は「映画マフィア」の責任と主張している。また、ダルマ・プロダクションやヤシュ・ラージ・フィルムズなどの大手映画製作会社がスシャントの成功を阻害し、映画評論家のラジーヴ・マサンドが映画批評の中で意図的にスシャントを中傷していたとも主張している。シミ・ガレワルやA・R・ラフマーンもボリウッドの集団主義について語っており、カディル・カーンが経験した集団主義について語っているビデオメッセージがソーシャルメディア上で注目を集めた。
こうした中、8月12日にYouTubeで公開された『Sadak 2』の予告編はスシャントのファンによる集団投票が行われた結果、公開24時間で最も多くの否定票が付いた予告動画となった。これは同作の監督がマヘーシュ・バット、ヒロイン役が娘のアーリヤー・バットという縁故主義的な映画であること、アーリヤー・バットがテレビ番組でスシャントを侮辱するような発言をしたという噂に基づいた騒ぎだった。